# Tara Fela-Durotoye

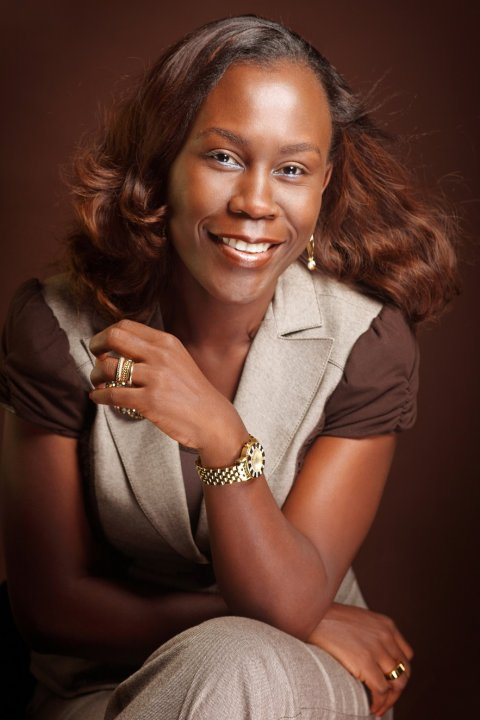
Fela-Durotoye im März 2010

Tara Fela-Durotoye (* 6. März 1977 in Lagos, Nigeria) ist eine nigerianische Unternehmerin und Rechtsanwältin.

## Leben und Karriere
Fela-Durotoye wurde am 6. März 1977 im St. Nicholas Hospital in Lagos geboren. Im Alter von acht Monaten trennten sich ihre Eltern. Sie besuchte die Command Children School in Victoria Island und die Nigeria Navy Secondary School. Nach ihrem Abschluss studierte sie Rechtswissenschaften an der Lagos State University und gründete das House of Tara International, das heute über Franchise-Niederlassungen in ganz Nigeria sowie Benin, Ghana und Senegal verfügt. 2004 gründete sie die erste Make-up-Schule des Landes. 
2013 wurde sie von Forbes als eine der 20 Young Power Women in Africa aufgeführt und das Weltwirtschaftsforum ernannte sie zu einer Young Global Leader.
Gemeinsam mit ihrem Ehemann Fela Durotoye hat sie drei Kinder.

## Auszeichnungen
- 2013: Forbes 20 Young Power Women in Africa